# Avião de correio

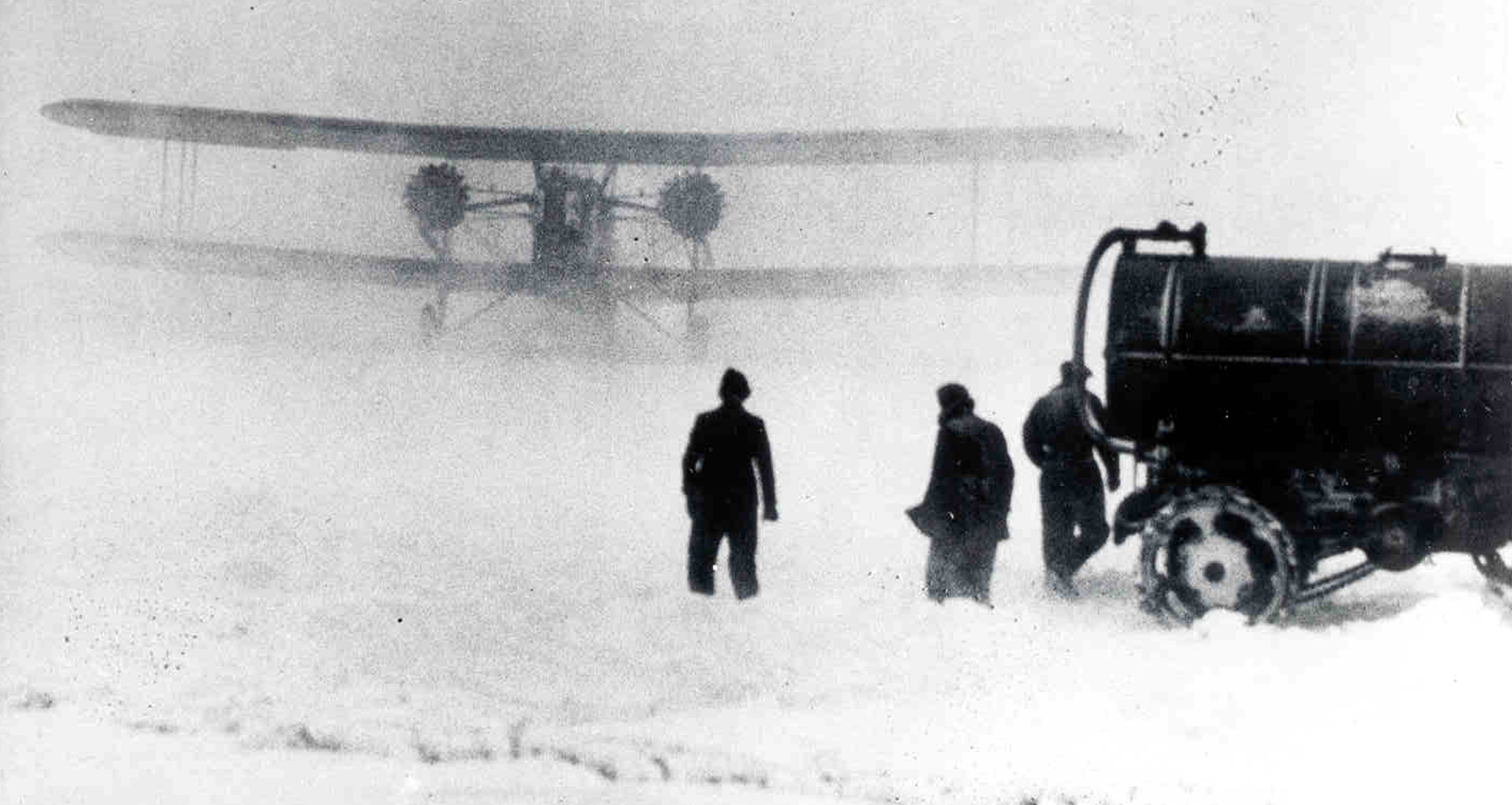
Keystone B-6 do Corpo Aéreo do Exército dos Estados Unidos, em uso para o transporte de correio, 1934

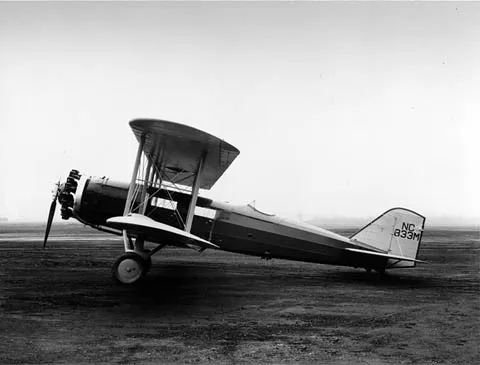
Avião de correio Boeing Model 40 da década de 1920

Um avião de correio é uma aeronave utilizada para o transporte de correio.
Aeronaves que eram puramente aviões de correio existiram quase que exclusivamente antes da Segunda Guerra Mundial. Pelo fato das primeiras aeronaves serem pouco potentes para carregar carga, e muito custosas para o serviço de transporte de passageiros em "classe econômica", a principal tarefa civil para as aeronaves era carregar correio de forma mais rápida do que antes já visto. Em 1934, alguns serviços de correio nos Estados Unidos foram operados pelo Corpo Aéreo do Exército dos Estados Unidos, encerrando logo no Air Mail scandal.
No passado, as aeronaves de transporte de correio tinham que carregar um emblema oficial na fuselagem; no caso de aeronaves registradas na Grã-Bretanha, um emblema especial com o título Royal Air Mail pennant (uma bandeira azul triangular com um clarim em amarelo e a escrita "ROYAL AIR MAIL" em branco) era por vezes colocado.
A partir do final da década de 1940, os aviões de correio tornaram-se cada vez mais raros, devido ao aumento no tamanho das aeronaves e melhor economia, direcionando ao transporte de correio a bordo de voos de empresas aéreas comerciais, sendo este ainda o principal método nos dias de hoje. Entretanto, mala postal, correio noturno e prioritário continuam sendo transportado a bordo do que pode ser considerado como um dos sucessores dos clássicos aviões de correio do período entreguerras; pequenos aviões da aviação geral tem sido adaptados à esta tarefa, como o Cessna 208 e o Piper Navajo. Empresas aéreas cargueiras, como a UPS, FedEx e no Brasil, Sideral e Total, também transportam correio a bordo de aviões comerciais convertidos para cargueiros.